# Friktionsgetriebe

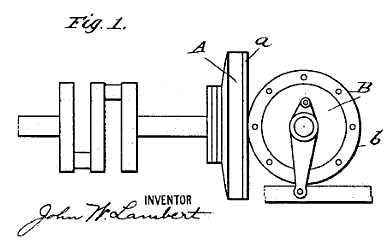
Patentzeichnung eines Friktionsgetriebes für ein Lambert-Automobil mit der Schwungscheibe (A) als Friktionsscheibe auf der Kurbelwelle und dem Friktionsrad (B).

Das Friktionsgetriebe oder Planscheiben-Reibradgetriebe ist eine einfache Variante des Wälzkörpergetriebes. Es entspricht nicht dem Friktionsantrieb, auch wenn der englische Ausdruck friction drive dies nahelegt.

## Funktionsweise

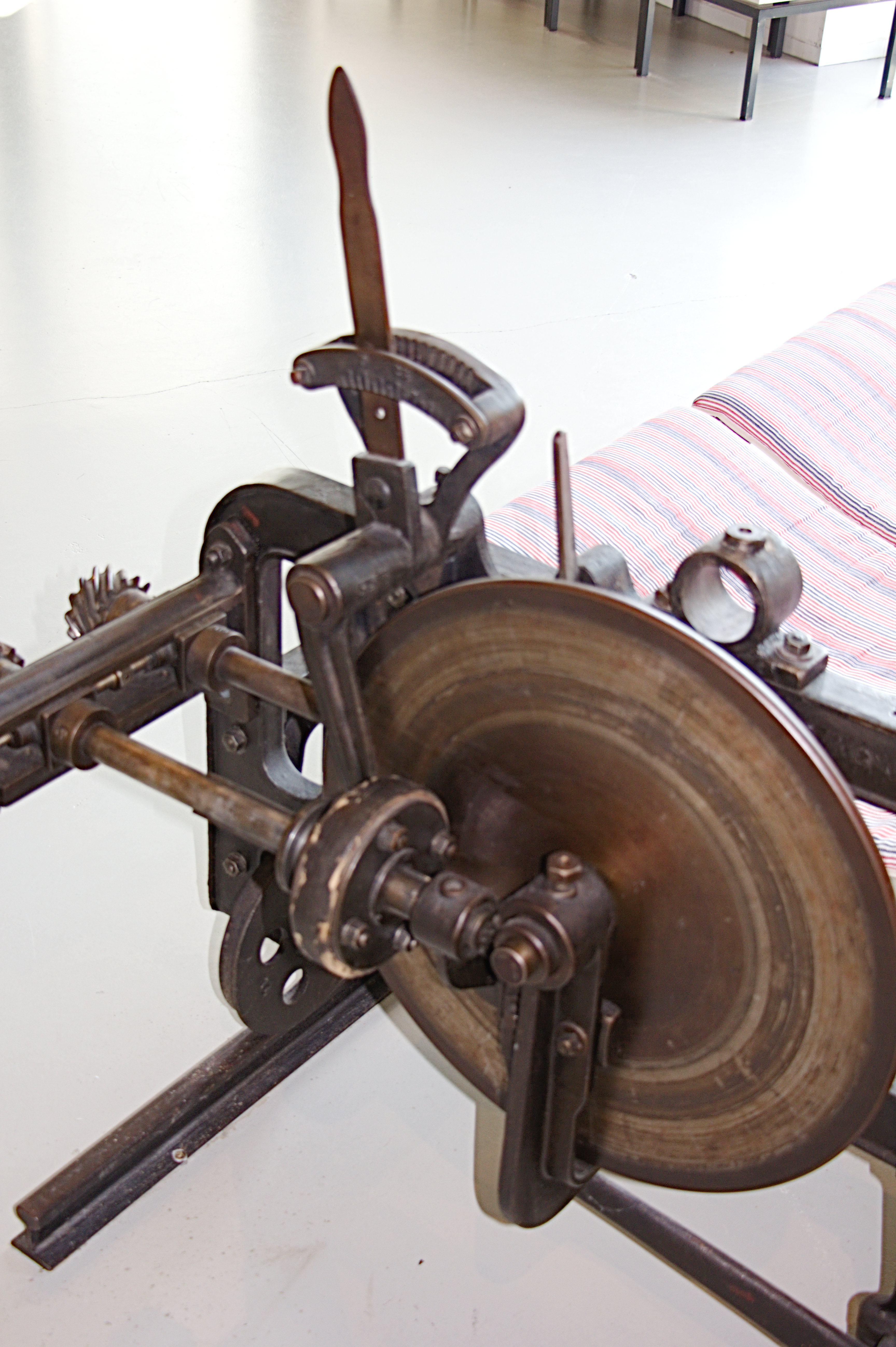
Friktionsgetriebe an einer Textilmaschine

Das Friktionsgetriebe besteht aus einer Antriebswelle mit einem kraftschlüssig mit ihr verbundenen und somit antreibenden Rotations-Körper (Plan- oder Friktionsscheibe genannt), einem anzutreibenden Körper (Friktions- oder Reibrad genannt) und einer angetriebenen Welle. Auch das Friktionsrad ist kraftschlüssig mit seiner Welle verbunden.
Der antreibende Körper wird von einer Kraftquelle mit der Geschwindigkeit seiner Welle gedreht. Die angetriebene Welle ist so befestigt, dass das Friktionsrad auf der Oberfläche der Friktionsscheibe anliegt bzw. auf dieser abrollt. Dadurch nimmt es Kraft auf und gibt sie weiter an die angetriebene Welle. Anders als beim ähnlichen Reibradgetriebe stehen die Achsen der beiden Räder also nicht parallel, sondern in einem Winkel zueinander. Das Friktionsrad hat eine beschichtete Laufoberfläche oder einen Reifen zur Verbesserung der Haftung („Grip“) auf der Friktionsscheibe.
Die Übersetzung des Friktionsgetriebes variiert je nach der Stelle auf der Friktionsscheibe, an welcher das Friktionsrad ansetzt; je näher an deren Zentrum dies geschieht, desto langsamer läuft das Friktionsrad mit. Diesen Umstand kann man sich zunutze machen, um bei konstanter Drehzahl des Antriebs die Drehzahl der angetriebenen Welle zu verändern. Mittels einer Hebel- und Spannvorrichtung kann das Friktionsrad auf seiner Welle verschoben werden, wodurch sich der Friktionsansatz ändert. Daraus ergibt sich eine stufenlos einstellbare Kraftübertragung.
Eine weitere Einflussnahme ergibt sich durch einen einstellbaren Anpressdruck des Friktionsrads auf der Scheibe. Dies wird erreicht durch Verschieben der angetriebenen Welle, wozu nur wenig Spielraum notwendig ist. Wird die Welle von der Friktionsscheibe weggedrückt, dann wird die Kraftübertragung unterbrochen, das Getriebe sozusagen ausgekuppelt. Durch Andrücken gegen die Friktionsscheibe verringert sich der Schlupf zwischen Friktionsscheibe und -rad, es wird also die Effizienz verbessert. Allerdings steigen dadurch auch Belastungen an Motor, Friktionsscheibe und -rad, sowie an der Welle selber und ihren Lagern.

## Vor- und Nachteile
Friktionsgetriebe haben neben der erwähnten, stufenlos regulierbaren Kraftübertragung weitere Vorteile. So sind sie, verglichen mit anderen Getrieben, mit relativ einfachen Mitteln herzustellen. Ihre Konstruktion ist einfach und kommt mit wenigen beweglichen Teilen aus, woraus weniger Gewicht, einfache Bedienung, kleinerer Verschleiß (typischerweise Reifen oder Beschichtung des Friktionsrads) und auch ein geringerer Wartungsaufwand resultieren. Zudem führt eine Überbelastung lediglich zum „Durchrutschen“ des Friktionsrads auf der Scheibe, was in der Regel keine Folgeschäden nach sich zieht.
Zu den Nachteilen gehören die Eignung des Getriebes nur für eher leistungsschwache oder drehmomentarme Antriebe und der exzessive Schlupf, der den Wirkungsgrad deutlich verschlechtert. Dem kann durch einen einstellbaren Anpressdruck – zum Beispiel durch Verschieben der Reibradwelle – wenigstens teilweise entgegengewirkt werden, allerdings um den Preis einer höheren Lagerbelastung. Umgekehrt lässt sich, analog einer konventionellen Kupplung, der Kraftschluss zwischen Schwungscheibe und Reibrad trennen, indem letzterem durch Wegschieben der Reibradwelle der Kontakt zur Schwungscheibe entzogen wird.

### Anwendung im Automobil

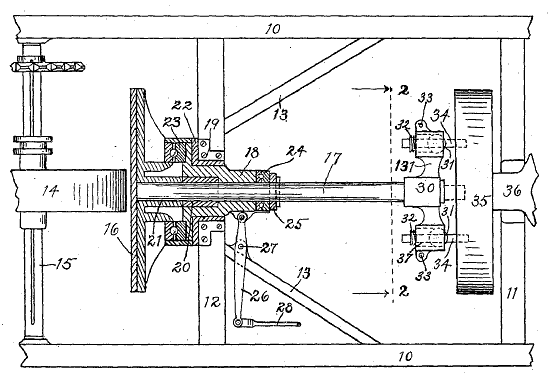
Patentzeichnung des Friktionsgetriebes nach Lambert

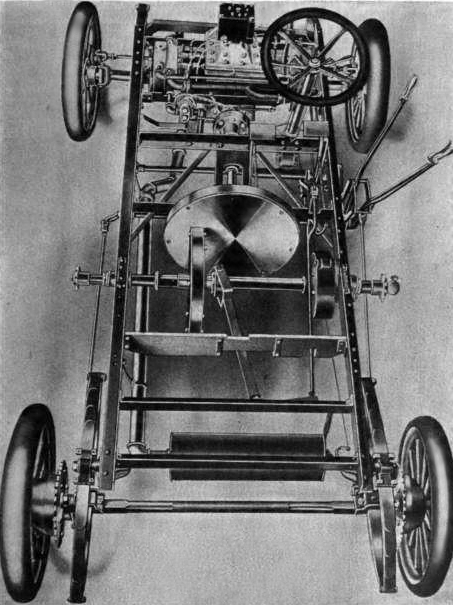
Fahrgestell eines Lambert-Automobils mit Zweizylinder-Frontmotor und Heckantrieb von 1906. Friktionsscheibe, Friktionsrad und die von letzterem angetriebene Welle sind gut zu erkennen; die Antriebsketten wurden noch nicht angebracht.

Eine beliebte Anwendung fand das Friktionsgetriebe in leichten Automobilen mit Front- oder Heckmotor in Verbindung mit Heckantrieb. Ihre größte Verbreitung hatten diese Getriebe zwischen etwa 1895 und 1920. Anwendungen mit Frontantrieb sind nicht bekannt.
Zur Material- und Gewichtseinsparung wurde die Schwungscheibe des Motors oft so konstruiert, dass sie auch die Funktion der Friktionsscheibe übernehmen konnte. Das Friktionsrad rollt bei dieser Form der Kraftübertragung also direkt auf der Schwungscheibe.
Meist sind an einem oder beiden Enden der angetriebenen Welle Riemenscheiben angebracht, welche die Drehbewegung über Riemen oder Ketten zur Hinterachse führen.
Friktionsgetriebe waren zu Beginn der Motorisierung einfacher und leichter zu bedienen als die bereits bekannten Schaltgetriebe. Die engen technischen Grenzen und das Aufkommen besserer Getriebe – insbesondere mit dem Planetengetriebe des Ford Modell T – machten das Friktionsgetriebe zu einer Nischenanwendung im Automobilbereich. Mehr oder weniger verbreitet war es zuletzt bei Highwheelern und Cyclecars. Highwheeler verschwanden um etwa 1912, Cyclecars und andere Kleinstautomobile hielten sich deutlich länger, wenngleich nicht in breiter Verwendung.
Als zusätzliche Nachteile zeigten sich eine begrenzte Steigfähigkeit solcher Fahrzeuge am Berg und dass das „Freischaukeln“ aus Schnee oder weichem Untergrund baubedingt kaum möglich war. Immerhin wurde noch 1913 eine der härtesten Zuverlässigkeitsprüfungen für Automobile, die Glidden Tour, von einem Metz Modell 22 gewonnen, einer Zweizylinder-Voiturette mit Friktionsantrieb.

### Automobile mit Friktionsgetriebe (Auswahl)
- Aero
- Brush
- Cartercar
- Ceco
- Continental
- Grade
- Imp
- Lambert
- Maurer-Union
- Metz
- Orient und Waltham-Orient
- Petrel
- Sears
- Simplicity
- Simplo Highwheeler
- Titan
- Turicum
- Twombly
- Union